# Mookondapalli
Mookondapalli es una ciudad censal situada en el distrito de Krishnagiri en el estado de Tamil Nadu (India). Su población es de 39245 habitantes (2011). Se encuentra a 58 km de Krishnagiri y a 29 km de Bangalore.

## Demografía
Según el censo de 2011 la población de Mookondapalli era de 39245 habitantes, de los cuales 20488 eran hombres y 18757 eran mujeres. Mookondapalli tiene una tasa media de alfabetización del 89,19%, inferior a la media estatal del 80,09%: la alfabetización masculina es del 92,52%, y la alfabetización femenina del 85,57%.